# حوزه انتخابیه سوم میسیسیپی
حوزه انتخابیه سوم میسیسیپی یک حوزه انتخابیه مجلس نمایندگان آمریکا است که در ایالت میسیسیپی قرار دارد.